# Сонни Роудс
Сонни Роудс (англ. Sonny Rhodes, урождённый Кларенс Эдвард Малдин англ.  Clarence Edward Mauldin, позднее Кларенс Смит; 3 ноября 1940, Смитвилл, Техас, США — 14 декабря 2021, Окленд, Калифорния, США) — американский блюзовый лэп-стил-гитарист, гитарист, вокалист и автор песен. Лауреат Blues Music Awards (2011, 2012) и номинант Blues Music Awards в номинации «Блюзовый инструменталист — иной инструмент» (1995—2008), которым было отмечено его умение игры на лэп-стил гитаре . 

## Биография
Сонни Роудс родился в ноябре 1940 года у Эммы Малдин, был назван Кларенс Эдвард Малдин. Мать оставила его в раннем возрасте и он был усыновлён семьёй издольщиков Лероем и Джулией Смит. В возрасте 8 лет получил в подарок на Рождество свою первую гитару. Серьезно стал учиться играть блюз с 12 лет, взяв в качестве первого примера собственного дядю. Затем влияние на Роудса оказали такие гитаристы как Ти Боун Уокер, Эл Си Робинсон, Пи Ви Крейтон, Би Би Кинг и певец Перси Мэйфилд. Во второй половине 1950-х Роудс стал выступать в окрестностях Смитвилла и Остина со своей группой Clarence Smith and the Daylighters. После окончания школы, он поступил на службу в ВМС США.   
На флоте он служил в Калифорнии, где некоторое время работал радистом и диск-жокеем на закрытом канале ВМС, рассказывая непристойные шутки в перерывах между записями в стиле кантри и блюз, которые он крутил для развлечения моряков. Во время службы он освоил также бас-гитару и аккомпанировал на ней таким звёздам, как Фредди Кинг и Альберт Коллинз. В 1958 году он записал на Domino Records и выпустил сингл «I’ll Never Let You Go When Something Is Wrong». В 1963 году он демобилизовался, остался в Калифорнии, жил во Фресно и вскоре подписал контракт с Galaxy Records в Окленде. Там он познакомился с Эл Си Робинсон, музыкантом, играющим на лэп-стил-гитаре, и с тех пор Сонни Роудс стал отдавать предпочтение именно этому инструменту .  В 1966 и 1967 годах выпустил по синглу, и в то же время взял себе псевдоним Сонни Роудс. 
В 1976 году отправился на гастроли в Европу, и, начиная с 1977 года много записывался на европейских лейблах, включая дебютный LP I Don't Want My Blues Colored Bright и альбом, записанный с со струнным ансамблем .  В 1985 году выпустил первый альбом в США Just Blues на собственном лейбле Rhodes-Way. В конце 1980 записал альбом Disciple of the Blues, выпущенный независимой фирмой Ichiban Records в 1991 году и затем Living Too Close to the Edge в 1992 году. Начиная со второй половины 1990-х популярность Сонни Роудса начала расти, он ежегодно выпускал новые альбомы. С 1995 года и вплоть до 2008 года он ежегодно номинировался на Blues Music Awards в номинации «Блюзовый инструменталист — иной инструмент», где награда достаётся исполнителям на иных инструментах, кроме тех, для которых существуют свои номинации; Сонни Роудс номинировался и в конце концов в 2011 и 2012 годах получил эту премию как исполнитель на лэп-стил гитаре
Утверждается что он оказал влияние на таких блюзменов как Роберт Крей, Гэри Смит, Чарли Масселуайт, Кёртис Сальгадо, Джо Луис Уокер, Рик Эстрин и Рон Томпсон.
Авторству Роудса принадлежит заглавная тема сериала Светлячок  .
Умер 14 декабря 2021 года в Окленде. 
«Сонни был захватывающим исполнителем. Он исполнял зажигательные блюзовые партии на лэп-стил-гитаре или стандартной гитаре, его хриплый голос и изобретательное написание песен выдавали в нем большой талант, а его сценическое присутствие в красном тюрбане и блестящем костюме делало его незабываемым» .

## Избранная дискография
| 1977 | I Don't Want My Blues Colored Bright         | Blossom Studios            |
| 1991 | Disciple Of The Blues                        | Ichiban Records            |
| 1992 | Won't Rain in California                     | EPM Musique                |
| 1992 | Livin' Too Close To The Edge                 | Ichiban Records            |
| 1994 | Just Blues                                   | Evidence Records           |
| 1995 | The Blues Is My Best Friend                  | Kingsnake                  |
| 1996 | Out of Control                               | Kingsnake                  |
| 1997 | Born to Be Blue                              | Kingsnake                  |
| 1999 | Blue Diamond                                 | Stony Plain Music          |
| 2001 | A Good Day to Play the Blues                 | Stony Plain Music          |
| 2003 | Texas Fender Bender (Live)                   | Great Planet Entertainment |
| 2008 | I'm Back Again                               | EPM Musique                |
| 2016 | Then & Now                                   | Blues Express Records      |
| 2017 | The Essential Sonny Rhodes – Songs & Stories | Need To Know Music         |